# Эсайас, Харви
Харви Делано Эсайас (нидерл. Harvey Delano Esajas; род. 13 июня 1974, Амстердам, Нидерланды) — нидерландский футболист.

## Клубная карьера

### Карьера в Нидерландах
Эсайас родился в Амстердаме и имеет суринамское происхождение. Юношеские годы провёл в футбольных школах «Аякса» и «Андерлехта». Дебютировал в профессиональном футболе в сезоне 1993/1994 годов, когда выступал за «Фейеноорд». Перед началом сезона «Фейеноорд» провёл товарищеский матч с любительской командой «Хелдерс Селекти» и во время игры Эсайс сбил с ног соперника Рональда Схоутена, сломав ему челюсть, но в итоге не был дисквалифицирован за свои действия.
24 октября 1993 года Эсайас дебютировал в Эредивизи в выездном матче против «Аякса» и отличился забитым голом, а встреча завершилась вничью со счётом 2:2. Несмотря на этот многообещающий старт, он не стал игроком основного состава «Фейеноорда» и провёл за клуб всего пять игр; в течение его дебютного сезона в команда выиграла Кубок Нидерландов, а в следующем сезоне он сыграли лишь три матча, а в сезоне 1995/1996 он вообще не играл.
По окончании сезона 1995/1996 годов Эсайас покинул Роттердам и подписал контракт с «Гронингеном». Там он играл редко, впоследствии перешёл в «Камбюр», который выступал во Первом дивизионе, где вообще не играл. В сезоне 1998/1999 годах в том же Первом дивизионе он провёл 7 матчей за «Дордрехт».

### Карьера за границей и завершение
Эсайас решил переехать за границу и пытался пройти просмотры в итальянских клубах «Фиорентине» и «Торино», но ни один из них не предложил ему контракт. Затем он попытался найти клуб в Испании, проведя некоторое время в «Мостолесе», затем числился в «Реал Мадрид Кастилье» и в «Саморе»«», но ничего не добился, поэтому решил завершить карьеру и найти постоянную работу. Сначала он работал в испанском цирке, затем в придорожном кафе, где сперва мыл посуду, а затем дослужился до официанта, разнося заказы посетителям. Были слухи, что набравший вес Эсайас участвовал в нелегальных боях без правил, на которых зарабатывал, что позволило Эсайсу приобрести антикварную лавку и помещение, в котором в выходные дни проходила дискотека. Во время телефонного разговора со своим близким другом Кларенсом Зеедорфом, игравшему за «Милан», он рассказал о своем желании вернуться в профессиональный футбол – на тот момент его вес составлял более 100 кг, и он не прикасался к мячу уже три года. Зеедорф пошёл к тренеру клуба Карло Анчелотти и в шутку сказал ему, что может получить защитника бесплатно. Реакция тренера была скептической, но он принял вызов и дал Эсайасу возможность какое-то время тренироваться в Милане. За три месяца игрок похудел на 15 кг и в июне 2004 года снова был в футбольной форме, поэтому ему предложили контракт.
В сезоне Серии А 2004/2005 годов Эсайас сидел глубоко на скамейке запасных «Милана», но в январе 2005 года ему дали несколько минут игры. Он вышел на замену за три минуты до конца домашнего матча в игре на Кубок Италии против «Палермо» вместо Массимо Амброзини и даже смог создать возможность для гола Йону-Дал Томассону, который головой пробил над перекладиной при счете 2:0 в пользу «Милана».
Впоследствии Эсайас входил в состав «Милана» в 2005 году и готовился к финалу Лиги Чемпионов в Стамбуле, когда они играли и проиграли по пенальти «Ливерпулю». Он больше не играл за «россонери», а вместо этого перешел в команду Серии C «Леньяно», также представлял «Лекко» в том же сезоне, прежде чем завершить карьеру во второй и окончательный раз.
Сам Эсайас описал историю своей карьеры так: «Невероятная история человека, который сделал невозможное возможным».

## Личная жизнь
Принял ислам, после чего нашёл новую цель в жизни, он хочет стать имамом.